# Therioaphis aizenbergi
Therioaphis aizenbergi är en insektsart. Therioaphis aizenbergi ingår i släktet Therioaphis och familjen långrörsbladlöss. Inga underarter finns listade i Catalogue of Life.